# Hollandia az 1968. évi téli olimpiai játékokon
Hollandia a franciaországi Grenoble-ban megrendezett 1968. évi téli olimpiai játékok egyik részt vevő nemzete volt. Az országot az olimpián 1 sportágban 9 sportoló képviselte, akik összesen 9 érmet szereztek.

## Érmesek
| Érem  | Versenyző      | Sportág        | Versenyszám  |
| ----- | -------------- | -------------- | ------------ |
| Arany | Kees Verkerk   | Gyorskorcsolya | Férfi 1500 m |
| Arany | Carry Geijssen | Gyorskorcsolya | Női 1000 m   |
| Arany | Ans Schut      | Gyorskorcsolya | Női 3000 m   |
| Ezüst | Ard Schenk     | Gyorskorcsolya | Férfi 1500 m |
| Ezüst | Kees Verkerk   | Gyorskorcsolya | Férfi 5000 m |
| Ezüst | Carry Geijssen | Gyorskorcsolya | Női 1500 m   |
| Bronz | Peter Nottet   | Gyorskorcsolya | Férfi 5000 m |
| Bronz | Stien Kaiser   | Gyorskorcsolya | Női 1500 m   |
| Bronz | Stien Kaiser   | Gyorskorcsolya | Női 3000 m   |

## Gyorskorcsolya
Férfi
| Versenyző    | Versenyszám | Eredmény      | Helyezés      |
| ------------ | ----------- | ------------- | ------------- |
| Jan Bols     | 500 m       | nem ért célba | nem ért célba |
| Jan Bols     | 1500 m      | 2:07,8        | 16.*          |
| Jan Bols     | 5000 m      | 7:33,1        | 8.            |
| Jan Bols     | 10 000 m    | 16:09,5       | 13.           |
| Peter Nottet | 500 m       | 42,4          | 30.           |
| Peter Nottet | 1500 m      | 2:06,3        | 9.            |
| Peter Nottet | 5000 m      | 7:25,5        |               |
| Peter Nottet | 10 000 m    | 15:54,7       | 8.            |
| Ard Schenk   | 500 m       | 41,1          | 13.*          |
| Ard Schenk   | 1500 m      | 2:05,0        | *             |
| Kees Verkerk | 500 m       | 42,6          | 33.*          |
| Kees Verkerk | 1500 m      | 2:03,4        |               |
| Kees Verkerk | 5000 m      | 7:23,2        |               |
| Kees Verkerk | 10 000 m    | 15:33,9       | 5.            |

Női
| Versenyző          | Versenyszám | Eredmény | Helyezés |
| ------------------ | ----------- | -------- | -------- |
| Stien Kaiser       | 500 m       | 47,6     | 14.      |
| Stien Kaiser       | 1000 m      | 1:35,2   | 10.      |
| Stien Kaiser       | 1500 m      | 2:24,5   |          |
| Stien Kaiser       | 3000 m      | 5:01,3   |          |
| Wil Burgmeijer     | 500 m       | 47,8     | 16.*     |
| Wil Burgmeijer     | 3000 m      | 5:05,1   | 5.       |
| Carry Geijssen     | 1000 m      | 1:32,6   |          |
| Carry Geijssen     | 1500 m      | 2:22,7   |          |
| Ans Schut          | 1500 m      | 2:28,3   | 12.      |
| Ans Schut          | 3000 m      | 4:56,2   |          |
| Ellie van den Brom | 500 m       | 46,6     | 5.       |
| Ellie van den Brom | 1000 m      | 1:36,8   | 13.*     |

* - egy másik versenyzővel azonos eredményt ért el